# Maria da Graça Carvalho
Maria da Graça Martins da Silva Carvalho GOIP (Beja, 9 de abril de 1955) é engenheira mecânica, académica e política portuguesa. Atualmente, exerce funções de Ministra do Ambiente e Energia do XXIV Governo de Portugal, liderado por Luís Montenegro. 

## Biografia
É licenciada em Engenharia Mecânica pelo Instituto Superior Técnico da Universidade de Lisboa, e Doutorada pelo Imperial College of Science, Technology and Medicine, no Reino Unido.
De 2003 a 2005, Graça Carvalho foi membro do governo português, primeiro como Ministra da Ciência e do Ensino Superior e depois como Ministro da Ciência, Inovação e Ensino Superior nos gabinetes dos primeiros-ministros José Manuel Durão Barroso (2003-2004) e Pedro Santana Lopes (2004–2005).
Carvalho atuou como conselheiro de Durão Barroso na qualidade de Presidente da Comissão Europeia entre 2006 e 2009.
Foi eleita, em 2009, deputada ao Parlamento Europeu pelo Partido Social Democrata, cargo que manteve até 2014. Em 2019, foi novamente eleita deputada ao Parlamento Europeu para a 9.ª legislatura (2019-2024).
A 8 de março de 2002 foi condecorada, no Dia Internacional da Mulher, com o grau de Grande Oficial da Ordem da Instrução Pública, por Jorge Sampaio.
Foi feita Membro do Conselho das Ordens de Mérito Civil a 9 de junho de 2016.
Em 23 de Outubro de 2021, foi agraciada com o Prémio Femina de Honra.

No ano de 2022, foi vencedora dos MEP Awards, conferidos pela Parliament Magazine, na categoria de Futuro da UE e Inovação.

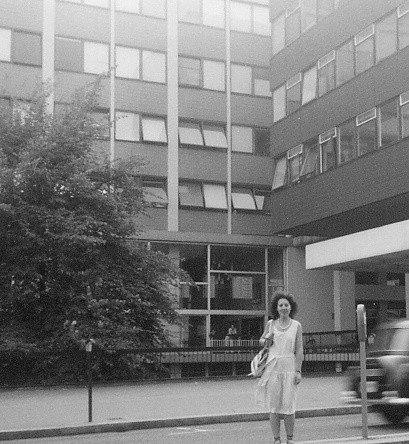
Graça Carvalho no Imperial College, em 1978, enquanto aluna de Doutoramento.

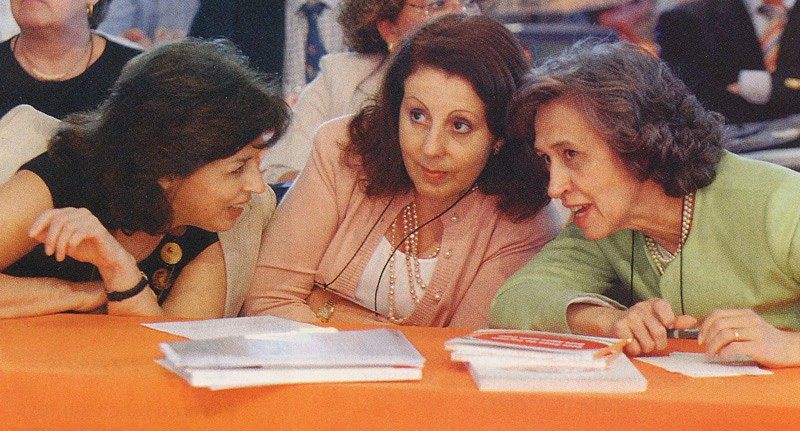
Com Leonor Beleza e Manuela Ferreira Leite no Congresso do PSD (2004)

Exerce funções como professora catedrática do IST. Foi conselheira principal para a Ciência, Ensino Superior, Inovação, Energia, Ambiente e Desenvolvimento Sustentável, no Bureau of European Policy Advisers da Comissão Europeia.

## Carreira Académica
É licenciada em Engenharia Mecânica pelo Instituto Superior Técnico da Universidade de Lisboa, e Doutorada pelo Imperial College of Science, Technology and Medicine, no Reino Unido.
Maria da Graça Carvalho é Professora Catedrática do Instituto Superior Técnico, Universidade de Lisboa, e tem 30 anos de experiência nas áreas da energia, alterações climáticas e política de ciência, tecnologia e inovação. Foi membro do Conselho de Diretivo e Presidente do Conselho Científico do Instituto Superior Técnico, além de ter sido membro do Conselho Nacional de Educação e do Conselho Nacional de Meio Ambiente e Desenvolvimento Sustentável.
Foi fundadora de um grupo de investigação científica com 50 pessoas, intitulado Energia e Desenvolvimento Sustentável no Instituto Superior Técnico. Publicou mais de 100 artigos em revistas científicas internacionais e mais de 200 artigos em anais de conferências, além de escrever quatro e editar outros 17. Fundou e foi a primeira editora-chefe do "Clean Air – International Journal on Environmental Combustion Technologies" (Gordon e Breach Publishers / Taylor & Francis). Coordenou mais de 20 consórcios europeus e atuou como presidente em vários painéis internacionais, tais como o Painel de Avaliação do “Engineering Sciences Panel of the Marie”. Foi ainda Delegada Nacional de vários Programas Europeus e Membro de diversos grupos consultivos dos diferentes Programas Quadro de Ciência e Inovação.
Recebeu, em 2016, o IUMRS International Union of Materials Research Societies Global Leadership and Service Award, que homenageia indivíduos na área da ciência, educação e política científica, e recebeu o primeiro Prémio Maria de Lourdes Pintasilgo, um prémio de carreira para homenagear mulheres cientistas e engenheiras em homenagem à ex-primeira-ministra portuguesa Maria da Lourdes Pintasilgo. Em 2008, no âmbito da comemoração do XV aniversário da Fundação CIRCE (Universidade de Saragoça), Maria da Graça Carvalho recebeu o Prémio CIRCE.
Maria da Graça Carvalho é membro de 22 associações científicas nacionais e internacionais e membro da American Association for the Advancement of Science (AAAS), do American Institute of Aeronautics and Astronautics (AIAA), da World Academy of Art and Science (WAAS) e da Academia Europaea. Foi vice-presidente nacional da Ordem dos Engenheiros, sendo, atualmente membro Conselheiro da Ordem. É membro da Academia das Ciências de Lisboa, da Academia Real de Engenheiros de Espanha e fundadora da Academia Portuguesa de Engenharia.

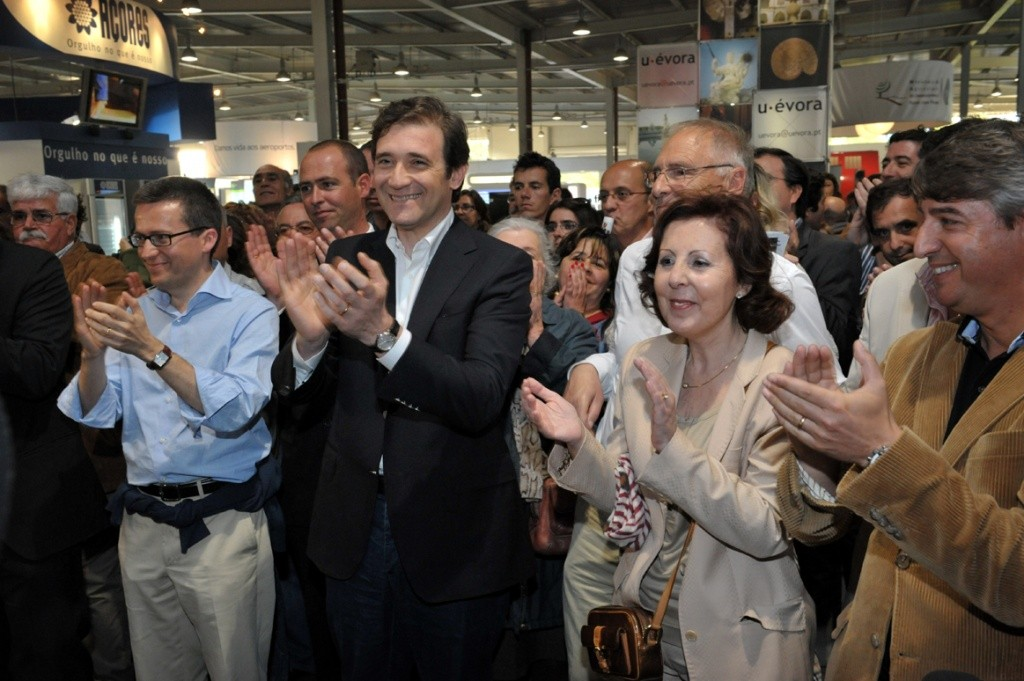
Carvalho em campanha ao lado do Primeiro-Ministro Pedro Passos Coelho e do secretário de Estado Carlos Moedas (2011).

## Carreira Europeia
Entre 2006 e 2009, exerceu funções de conselheira de Durão Barroso, na altura, Presidente da Comissão Europeia. 
No mandato de 2009 a 2014, na qualidade de eurodeputada, foi nomeada relatora do Programa Específico de Implementação do HORIZON 2020. Em 2011, recebeu o Prémio de melhor MEP na área da Ciência e Inovação. 

Foi vice-Presidente da Comissão das Pescas (PECH) e membro efetivo da Comissão Indústria, Investigação e Energia (ITRE), onde foi eleita vice-coordenadora do Grupo Partido Popular Europeu. Foi membro efetivo da Comissão dos Direitos da Mulher e da Igualdade de Género (FEMM), da Comissão Especial sobre Inteligência Artificial na Era Digital (AIDA) e da Delegação para as Relações com os Estados Unidos da América. Foi membro suplente da Comissão do Mercado Interno e de Defesa do Consumidor (IMCO), da Delegação para as relações com os países da América Central, da Delegação à Assembleia Parlamentar Euro-Latino-Americana e da Delegação para as relações com os países da Ásia Central.

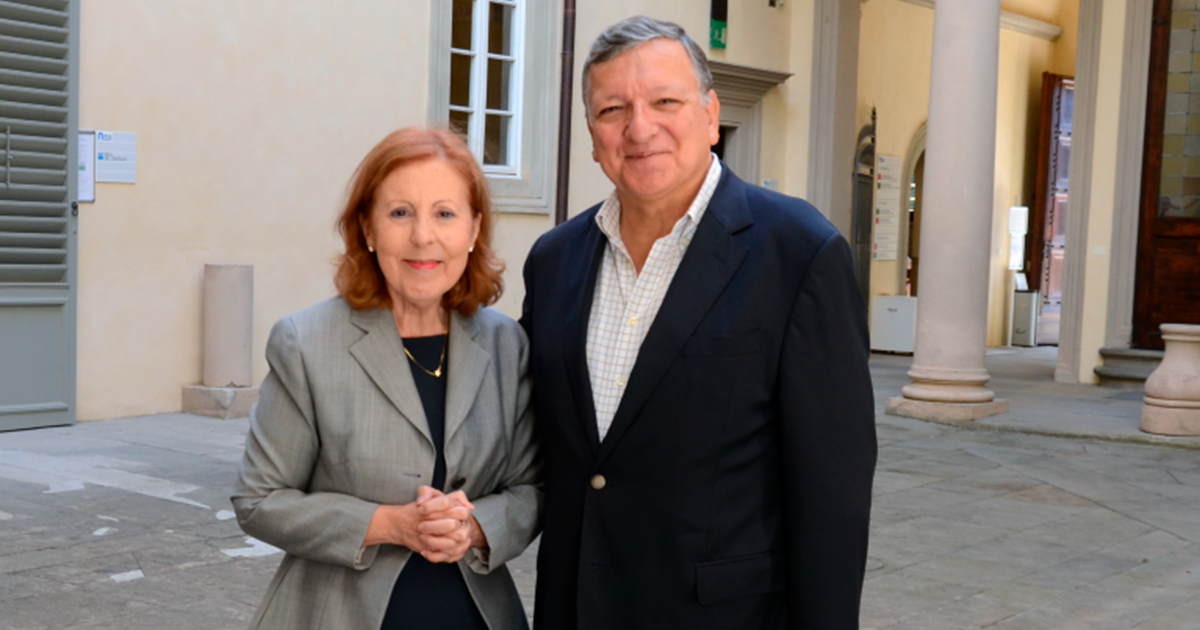
Carvalho e Barroso, amigos de longa data, durante uma visita a Florença, no ano de 2022.

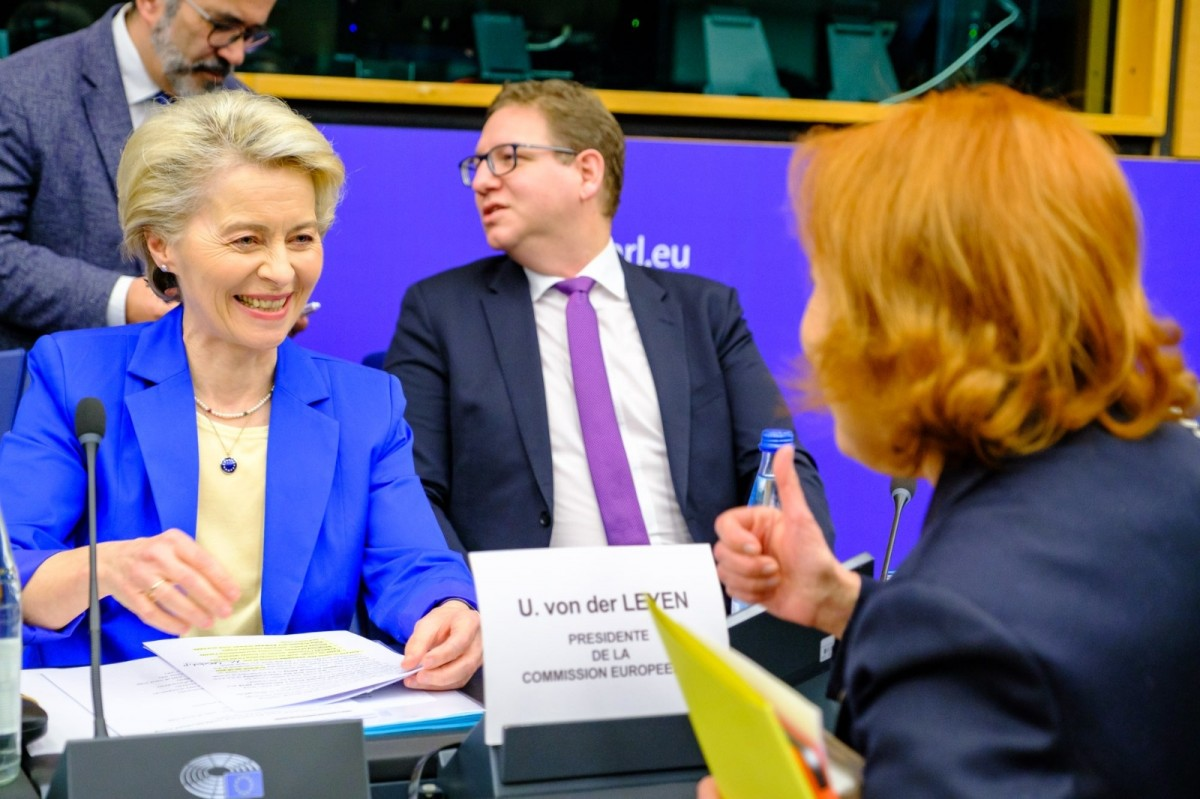
Com a Presidente da Comissão Europeia, Ursula Von der Leyen (2023)

Foi relatora do Programa Estratégico do Instituto Europeu de Inovação e Tecnologia (EIT), do Ato Básico Único abrangendo nove parcerias com a indústria no âmbito do programa-quadro Horizonte Europa, da parceria europeia para a Computação de Alto Desempenho e dos pareceres sobre a Nova Estratégia Industrial Europeia e o Regulamento dos Dados, entre outros. Foi relatora-principal do Regulamento de Proteção da União Contra a Manipulação do Mercado Grossista da Energia (REMIT). Além disso, foi a negociadora do PPE do Relatório do Desenho do Mercado Elétrico Europeu.
Na sua atividade na legislatura 2014-2019 tem-se empenhado também nas questões relativas à igualdade dos géneros, tendo sido negociadora pelo Partido Popular Europeu da diretiva sobre a participação das mulheres nos conselhos de administração das sociedades cotadas (Women on Boards) e relatora, pela comissão FEMM, do relatório sobre o Fosso Digital entre Homens e Mulheres, além de se ter envolvido em diversas ações visando a promoção da igualdade de género em todos os setores da sociedade.
Na Comissão Europeia, Maria da Graça Carvalho foi membro da Unidade “Mecanismo de Aconselhamento Científico” da DG Ciência e Inovação. Anteriormente, foi Conselheira do Comissário Europeu de Investigação, Ciência e Inovação, bem como Conselheira Principal do presidente da Comissão Europeia, sendo responsável pelas áreas da ciência, ensino superior, inovação, energia, meio ambiente e alterações climáticas.

## Outras atividades

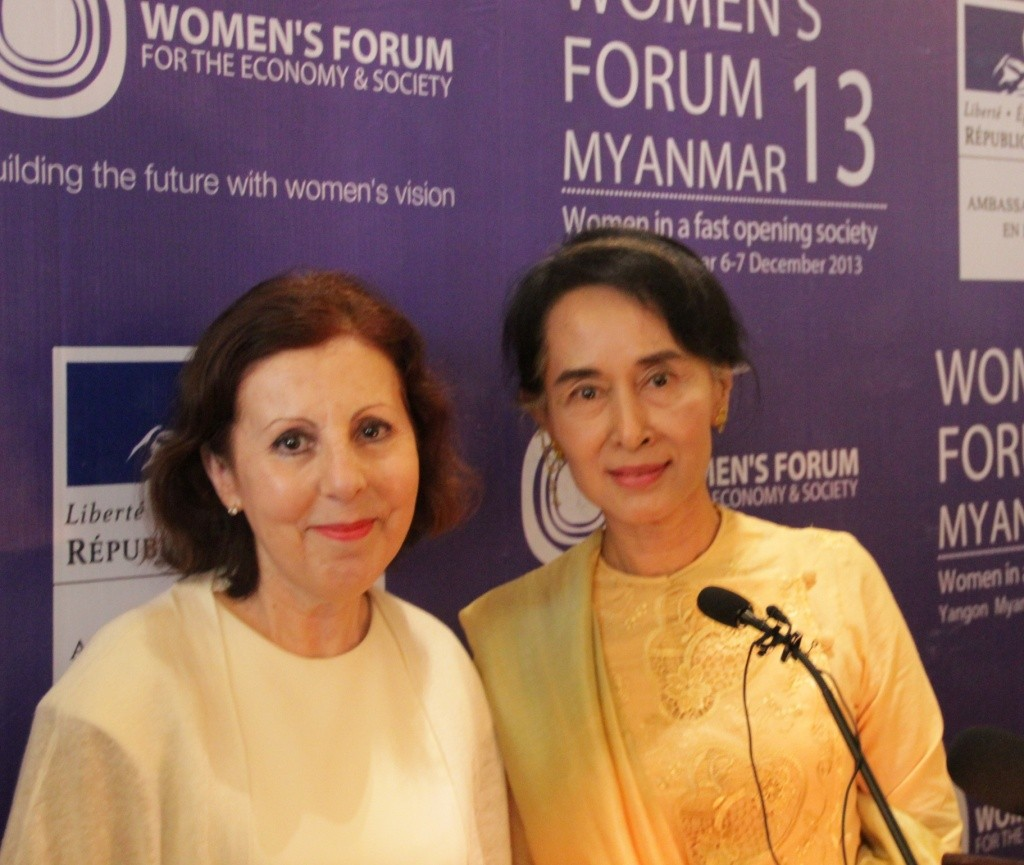
Carvalho e Aung San Suu Kyi em Myanmar, 2013

Maria da Graça Carvalho é também presidente do Conselho de Administração do Instituto Francisco Sá Carneiro, desde julho de 2020. Faz parte do Conselho Executivo do Wilfried Martens Center for European Studies e do Conselho Consultivo do European Network of European Foundations (ENoP). 

## Reconhecimentos

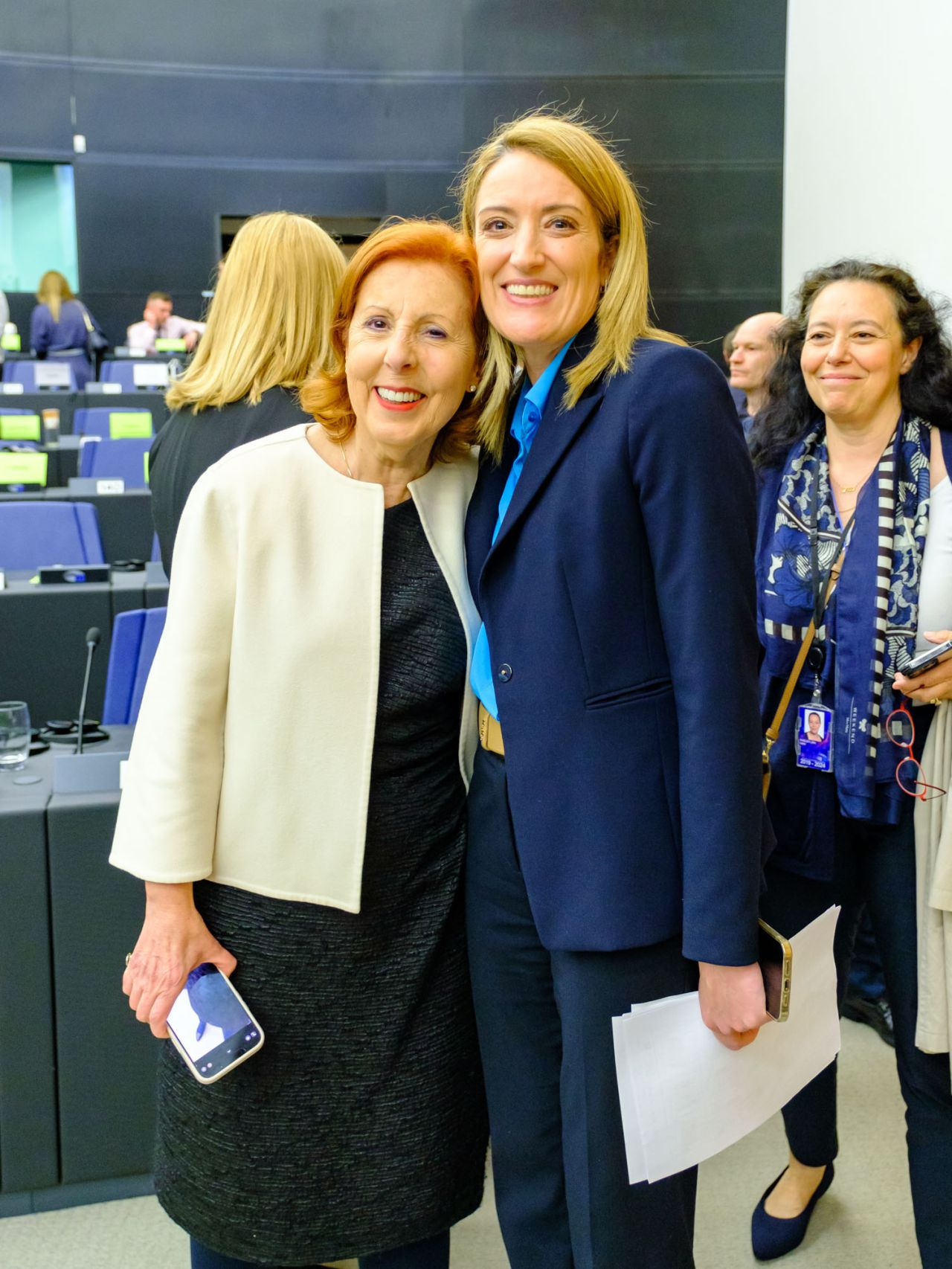
Carvalho e Metsola em Maio de 2023.

- Carvalho e Metsola em Maio de 2023.2022 – Vencedora do Member of the European Parliament Award, conferido pela Parliament Magazine, na categoria de Futuro da UE e Inovação
- 2021 - Prémio Femina de Honra[3]
- 2016 – Prémio Maria de Lourdes Pintasilgo, um prémio de carreira para homenagear mulheres cientistas e engenheiras de relevo
- 2016 – IUMRS International Union of Materials Research Societies Global Leadership and Service Award
- 2012 – Medalha de Mérito da Cidade de Beja
- 2011 – Vencedora do Member of the European Parliament  Award Prize na categoria de da Investigação e Inovação
- 2008 – CIRCE Prize, CIRCE Foundation, Saragoça
- 2005 – Grã-Cruz da Chancelaria da Ordem de Mérito Internacional do Descobridor do Brasil
- 2002 – Grande-Oficial da Ordem da Instrução Pública

## Funções governamentais exercidas
- XV Governo Constitucional
  - Ministra da Ciência e Ensino Superior
- XVI Governo Constitucional
  - Ministra da Ciência, Inovação e Ensino Superior